# Lac Dýstos
 (signalé en mai 2025).
Si vous disposez d'ouvrages ou d'articles de référence ou si vous connaissez des sites web de qualité traitant du thème abordé ici, merci de compléter l'article en donnant les références utiles à sa vérifiabilité et en les liant à la section « Notes et références ».
- Archive Wikiwix
- Bing
- Cairn
- DuckDuckGo
- E. Universalis
- Gallica
- Google
- G. Books
- G. News
- G. Scholar
- Persée
- Qwant
- (zh) Baidu
- (ru) Yandex
- (wd) trouver des œuvres sur Wikidata

Le lac Dýstos, en grec moderne : Λίμνη Δύστος est un lac naturel de l'île d'Eubée en Grèce. Il est situé au sud-est d'Alivéri. Sa superficie est d'environ 4,75 m2 et sa profondeur maximale est de 6 mètres Ces dernières années, le lac a été asséché en raison du pompage intensif des eaux par la cimenterie voisine d'AGET-HERAKLIS, et des champs ont pris sa place.
Le lac aurait été formé dans l'Antiquité par le colmatage d'un gouffre qui drainait ses eaux dans le golfe Sud d'Eubée. Il a été nommé d'après la ville antique du même nom qui était construite sur ses rives. Des preuves archéologiques indiquent une tentative d'assèchement du lac par les habitants de la ville antique au IVe siècle av. J.-C. Des plans d'assèchement du lac ont été élaborés à des périodes ultérieures et, bien qu'ils n'aient pas été finalement mis en œuvre, le lac a fini par s'assécher ces dernières années, principalement en raison de pompages excessifs.
Le lac Dýstos est une zone de protection spéciale désignée ainsi qu'une zone importante pour les oiseaux de Grèce. Il est inclus dans le réseau Natura 2000 depuis quinze ans, sous le code GR 2420008, mais il ne figure pas sur la liste spéciale.
Les agglomérations modernes autour du lac sont Kaléndzi (el) (à l'ouest du lac), Dýstos (au nord) et Kóskina (el) (à l'est).